# إم سي لارس
إم سي لارس (بالإنجليزية: MC Lars) هو موسيقي أمريكي، ولد في 6 أكتوبر 1982 في بيركيلي في الولايات المتحدة.

## وصلات خارجية
- الموقع الرسمي
- إم سي لارس على موقع IMDb (الإنجليزية)
- إم سي لارس على موقع ميوزك برينز (الإنجليزية)
- إم سي لارس على موقع ميوزك برينز (الإنجليزية)
- إم سي لارس على موقع أول ميوزيك (الإنجليزية)
- إم سي لارس على موقع ديسكوغز (الإنجليزية)
- إم سي لارس على موقع قاعدة بيانات الفيلم (الإنجليزية)